# Саид Аль Музайин
Саид Аль Музайин (1935, Ашдод — 29 марта 1991, Эр-Рияд) — палестинский поэт, автор слов гимна Государства Палестина.
В 1948 году был вынужден покинуть свою родину в связи с провосглашением государства Израиль и Накбой. Позже в секторе Газа преподавал историю. С 1957 по 1959 год преподавал в Саудовской Аравии. Потом сбежал в Дамаск, чтобы участвовать в борьбе Организации освобождения Палестины. С 1973 по 1978 год был официальным представителем ООП в Саудовской Аравии.